# Абдул Хаккул Мубін
Абдул Хаккул Мубін був чотирнадцятим султаном Брунею. Він брав участь у громадянській війні у країні. Він керував державою у 1661—1673 роках після вбивства султана Мухаммеда Алі і був убитий Мухіуддіном.

## Правління
Абдул Хаккул Мубін був відомий як Пенгіран (принц) Абдул Мубін. Однак в 1660 його син був убитий сином султана Мухаммеда Алі, який тоді керував державою. Бажаючи помститись, Абдул Мубін та його прибічники стратили султана Мухаммеда Алі. Після цього Абдул Мубін проголосив себе новим султаном. Він намагався заспокоїти своїх опонентів, призначивши онука Мухаммада Алі, Мухіуддіна головним міністром країни.Втім, за деякий час, прибічники Мухаммада Алі реваншувались, схиливши Мухіуддіна до боротьби проти Абдула Мубіна. Спочатку Мухіуддін відмовився пристати на їх пропозиції, але згодом наважився на це. Це призвело до того, що Абдул Мубін зрікся престолу. Однак, після зречення останнього, Мухіуддін проголосив султаном себе. Після цього спалахнула боротьба між прибічниками двох можновладців, це стало початком громадянської війни.

## Громадянська війна
Під час війни Абдул Мубін втік до Кінарута (Малайзія), де залишався наступні десять років, відбиваючи неодноразові атаки султана Мухіуддіна. Повернувся до Брунею після рішучої атаки своїх сил, якій Мухіуддін не зміг протистояти.
Мухіуддін, занепокоєний, що війна триває надто довго, попрохав про допомогу султана Сулу. За цю допомогу він пообіцяв султану землі Сабах.
Зрештою, Мухіуддін здобув перемогу. Абдул Мубін був убитий. Донині цілком не зрозуміла роль султанату Сулу в цій війні, факт чого Бруней заперечує.

## Невизначеності
Найраніші історичні записи султанів Брунею не точні через невелику кільість документів брунейської історії. Окрім цього були спроби змінити історію згідно мусульманства як «офіційну історію», яка не збігалася з джерелами, які можна перевірити. Batu Tarsilah, генеалогічний запис султанів Брунею починається лише після 1807 року. Тому більша частина інтерпретацій історії Брунею має за основу ранні китайські джерела і легенди. Можливо, що ранній султанат Брунею був залежний від китайської підтримки, і, можливо, брунейські султани мали китайське походження. Окрім цього, найраніші султани, можливо, займались індуїстськими або буддистськими релігіями, про це свідчать їх імена.